# In het zweet zijns aanschijns
In het zweet zijns aanschijns is een volksverhaal uit India.

## Het verhaal
Bundelkhand heette Jejabhukt en de oudste inwoners heetten Gonds en Rajputs. In deze streek vocht Rani van Jhansi tegen de Britten. In het Jhansidistrict leefde een Pandit, een geleerde Hindoe. Hij leest de Katha voor en komt elke avond thuis met een paar muntjes. Hij leeft eenvoudig, maar zijn vrouw, de Panditien, is veeleisend en wil luxe. Ze hitst haar man op en op een dag hoort ze dat de koning vrijgevig is en nooit iemand met lege handen naar huis laat gaan. Ze stuurt haar man naar de koning, maar hij zegt dat de Shastra's zeggen dat je niets moet aannemen wat op oneerlijke wijze is verkregen. Ze blijft aandringen en de man gaat toch zijn geluk beproeven. De Pandit vraagt vier penningen van zijn eigen verdienste. De koning zegt dat mensen vragen om goud of edelstenen. De Pandit houdt echter voet bij stuk en zegt dat hij geen rijkdom wil die zondig is verkregen. De koning laat de Pandit na twee dagen terugkomen en de koning vraagt zich af hoe hij vier penningen verdienen moet, hij heeft nog nooit gewerkt.
In gescheurde kleren sluipt de koning de volgende ochtend het paleis uit en vraagt een man om werk. De man laat de koning water halen bij de stadskraan en de koning wordt al snel moe. De koning krijgt toch vier penningen en de man zegt dat hij eigenlijk niet zou moeten betalen, omdat de kruik gebroken is door de koning. Met de penningen gaat de koning terug naar het paleis en als de Pandit komt, geeft hij de vier penningen. De Pandit zegent de koning en dan biedt de koning hem meer rijkdommen aan. De Pandit gaat naar huis en doet zijn mantel af en geeft de vier penningen aan zijn vrouw. Ze is woedend en gooit de muntjes in een pot. De Pandit hangt zijn sjaal op en een paar dagen later groeien er plantjes in de pot.
Er komen gouden bloemen tevoorschijn vol glanzende graankorrels. De Pandit veegt ze elke avond in de hoek van de kamer en op een dag komt de groentevrouw voorbij. De Pandit betaalt met graankorrels en de koningin hoort over de grote parels. Haar dochter gaat trouwen en heeft een haarkrans nodig, ze gaat met haar man naar de groentevrouw en die verwijst hen naar de Pandit. De Pandit herkent de koning en laat hem de parels zien. De Pandit zegt dat de parels aan vier planten groeien en laat dit zien. De koning is verbaasd en ziet dan de vier penningen in de pot. De vrouw zegt dan dat dit de penningen zijn die de Pandit kreeg in het paleis. De koning hoort het hele verhaal en vraagt zich af wat voor wonderbaarlijk resultaat een heel jaar arbeiden opleveren zou, als dit het resultaat is van één uur.

## Achtergronden
- Het verhaal komt uit Uttar Pradesh.
- Het verhaal heeft een Brahmaanse achtergrond.
- Het leven van een Brahmaanse priester is gericht op het onthechten aan maatschappelijke processen.
- Het aannemen van een gift schept verplichtingen tot het verrichten van een wederdaad. De Brahmaan wil geen band met een ander.
- Meestal is de priester in verhalen een parasiet, nu wordt de koning als zodanig voorgesteld.